# Станюкович, Александр Михайлович
Александр Михайлович Станюкович (1824—1892) — российский журналист и писатель

 и музыкант.

## Биография
Александр Станюкович — брат известного автора морских рассказов Константина Михайловича Станюковича, сын Михаила Николаевича Станюковича, происходил из древнего рода смоленских дворян.
Александр Станюкович родился в 1824 году; образование получил во втором Московском кадетском корпусе, по окончании курса которого поступил на военную службу (см. Пластун), но вскоре вышел в отставку. 
Литературная деятельность А. М. Станюковича была весьма разнообразна и своеобразна: вначале он проявил себя энергичным редактором-издателем и главным сотрудником журналов, посвященных преимущественно модам, рукоделиям и домашнему хозяйству и пp.; к таковым относятся: «Дамский альбом рукодельных работ» (1855—1856 г.) и «Северный цветок» (с подзаголовком: «журнал мод, искусств и хозяйства», 1856—1859 гг.); потерпев неудачу на этих специальных журналах, он стал издавать уже чисто литературные органы: «Семейный круг» (1859—1860 гг.; вышло 52 номера) и «Петербургский вестник» (1860—1861 гг., 26 номеров). Оказавшись не более счастливым и в этих попытках, Станюкович перешел в другую область, явившись автором нескольких романов, лишенных какого-либо литературного значения, затем вдруг выпустил книгу, которую менее всего можно было ожидать из-под пера беллетриста: «Календарь для любителей карточной игры с таблицами счастливых дней для игры в 1874 г.» (М., 1873 г.). В 1875 г. он уже оказывается как ни странно, историком и выпускает в свет небольшую книжку под заглавием «История России от ее основания до настоящего времени, общепонятно написанная» (М., 1875 г.), а несколько позже вновь возвращается к произведениям утилитарного характера, из которых следует отметить его «Школу поварского и любительского искусств» (М., 1887 г.). 
Для полноты характеристики нужно заметить еще, что Станюкович был также и музыкантом и написал даже несколько романсов.